# 假灯心草
假灯心草（学名：Juncus setchuensis var. effusoides），又稱龍鬚草、擬燈芯草，是灯心草科灯心草属野灯心草的变种。分布于朝鲜、日本以及中国大陆的贵州、甘肃、陕西、广西、云南、浙江、湖北、江苏、四川、湖南等地，生长于海拔560米至1,700米的地区，多生在山沟、阴湿山坡上、林下以及路旁潮湿地，目前尚未由人工引种栽培。